# Scomberomorus cavalla
A cavalinha ou cavala-verdadeira (Scomberomorus cavalla) é uma espécie de peixe migratório e pelágico da família Scombridae.
Atinge em média 65 cm de comprimento, mas chegam até 184 cm. Pesam normalmente entre 5 kg e 14 kg, mas sabe-se que pode exceder 40 kg.
É encontrada no Atlântico ocidental, desde o Golfo do Maine, até São Paulo, Brasil.